# Shoma Morita
 (février 2020).
Si vous disposez d'ouvrages ou d'articles de référence ou si vous connaissez des sites web de qualité traitant du thème abordé ici, merci de compléter l'article en donnant les références utiles à sa vérifiabilité et en les liant à la section « Notes et références ».
Morita Masatake, appelé aussi Morita Shoma ((森田 正馬), né en 1874 et mort en 1938, est un psychologue japonais contemporain de Sigmund Freud à l'origine de la thérapie de Morita, une branche de la psychologie clinique fortement influencée par le bouddhisme zen. À la tête du service de psychiatrie d'un hôpital de Tokyo[réf. nécessaire], Morita Shoma commence à développer sa théorie en travaillant avec des patients souffrant de shinkeishitsu ou troubles anxieux sur base hypocondriaque.

## Théorie et méthodes
- Si vous ne connaissez pas le sujet, laissez ce bandeau (vous pouvez alors contacter les auteurs).
- Si vous supprimez le contenu mis en cause (vous pouvez préalablement contacter les auteurs),

argumentez précisément cette suppression dans la page de discussion
(un manque de référence n'est pas un argument ; une recherche réelle de référence doit avoir été effectuée, être formellement documentée).
Selon Morita Shoma, la manière dont une personne ressent les choses est importante car c'est un indicateur du moment présent. La sensation est incontrôlable : nous ne pouvons créer les sentiments, ils nous submergent. Étant donné que les sentiments n'entraînent pas notre comportement, notre esprit ne peut abriter des sentiments désagréables tout en élaborant une action constructive.
La méthode de Morita pourrait être résumée par 3 règles : accepte tes sentiments, connais ton(tes) objectif(s) et fais ce qui est à faire.
- Accepte tes sentiments : Accepter ses sentiments ne signifie pas les ignorer ou les éviter mais les accueillir. Le poète et écrivain vietnamien Thích Nhất Hạnh recommande de dire "Bonjour, solitude. Comment vas-tu aujourd'hui ? Viens, assieds-toi prs de moi et nous nous occuperons de toi." Le conseil de Morita en ce qui concerne les sentiments est d'être bon et généreux car c'est ainsi qu'on se sentira libre et comblé.
- Connais ton objectif : Comme dans les principes bouddhistes traditionnels dont il s'est inspiré, la pensée et l'action sont indépendantes l'une de l'autre dans sa méthode qui sort du lot en comparaison des techniques de l'Ouest où l'on suit ses lubies et ses humeurs. Morita indique que comme nous ne pouvons contrôler la météo, nous ne pouvons contrôler nos pensées car dans les deux cas, il s'agit de phénomènes et de systèmes naturels complexes. S'il n'y a aucune chance de pouvoir contrôler nos émotions, nous ne pouvons pas davantage être tenu pour responsable de ressentir le "chaud" ou le "froid". Par contre, nous avons la maîtrise totale de notre comportement et comme l'affirme Morita, " c'est là une sacrée responsabilité".
- Fais ce qui est à faire : Que l'on se sente anéanti, abandonné ou blessé et guidé par des pulsions meurtrières en cultivant son jardin, on ne passera jamais à l'acte si on n'a pas décidé de le faire. La manière de traiter de Morita est très différente de l'approche occidentale en vogue à cette période.  Pour chaque mission, chaque tâche, la leçon n'est pas expliquée par un professeur mais mise en pratique sur le terrain. C'est par "la pratique" ou taiken qu'ils vont acquérir la connaissance et l'expérience.

## Influence
- Si vous ne connaissez pas le sujet, laissez ce bandeau (vous pouvez alors contacter les auteurs).
- Si vous supprimez le contenu mis en cause (vous pouvez préalablement contacter les auteurs),

argumentez précisément cette suppression dans la page de discussion
(un manque de référence n'est pas un argument ; une recherche réelle de référence doit avoir été effectuée, être formellement documentée).
L'écrivain américain David K. Reynolds (en) a synthétisé une partie de la thérapie de Morita parallèlement à la pratique de la Naikan dans le cadre de la méthode de Constructive living, une méthode d'éducation pour occidentaux anglophones. Depuis, cette méthode est devenue très célèbre au Japon.[réf. nécessaire]